# روزالي دوتي
روزالي دوتي (1748 - 1830) هي كانت محظية فرنسية ورفيقة لملوك فرنسيين ونبلاء أوروبيين.